# Kompensationsnivå
Kompensationsnivån är den gräns i en sjö eller ett hav där solljuset är tillräckligt svagt för att en viss planktonalgs cellandning ska gå lika snabbt som dess fotosyntes. Detta betyder att den inte får någon energi över. Under kompensationsnivån kan således inga planktonalger leva någon längre tid.
Var kompensationsnivån befinner sig beror på vilken planktonalg man avser, men befinner sig i regel ungefär på det dubbla siktdjupet. Gränsen mellan den fria vattenzonen och djupbottenzonen kallas kompensationsnivå.
|                         | Siktdjup (m) | Kompensationsnivå (m) |
| ----------------------- | ------------ | --------------------- |
| Eutrof sjö              | 0,2–2        | ~0,5–4                |
| Oligotrof klarvattensjö | 7–40         | ~15–80                |
| Oligotrof brunvattensjö | 0,5–7        | ~1–15                 |